# Skede
|  | Wiktionary har en ordboksartikel om skede. |

För andra betydelser, se Skede (olika betydelser).
Skede är en avgränsad tidsperiod. Ordet har gammalt ursprung och hade från början främst en rumslig omfattning i meningen sträckan mellan två vägskäl eller landmärken. I norska och isländska lever ordet fortfarande nära nog i sin ursprungliga betydelse (skeið). De folkfester med hästen i centrum som skedet avsåg omfattade också från början hingsthetsning.[källa behövs]
Efterledet kan i Götaland komma av ett dialektord för 'gräns', möjligen åsyftande 'rågång'. I Svealand, till exempel i Enskede, kan -skede komma av ett dialektord skede'(skiljande) åsrygg'.
Många svenska ortnamn härleds från platser där sådana fester av tradition hållits.